# Bernhard Höfle

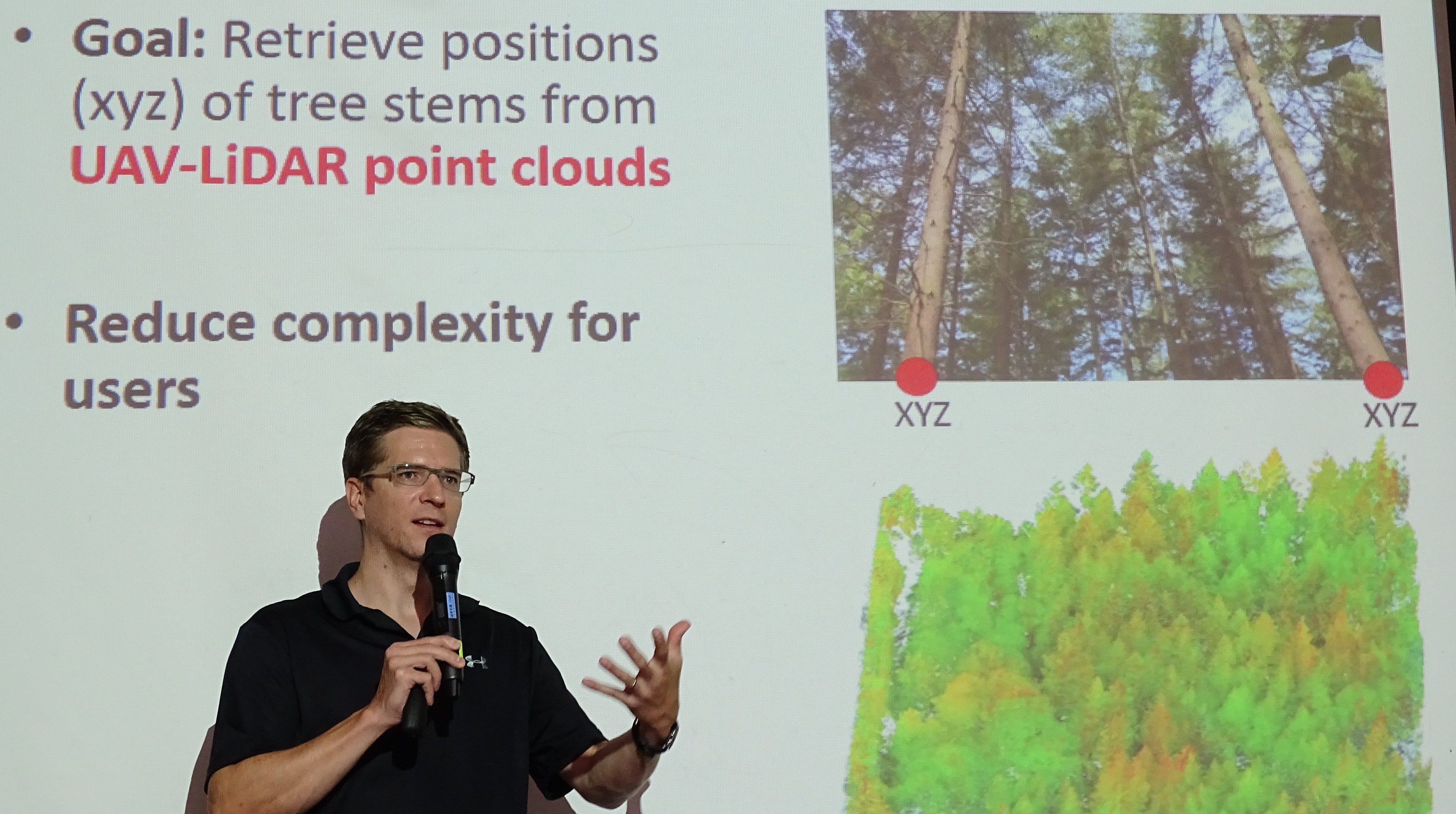
Bernhard Höfle (2019)

Bernhard Höfle (* 1981 in Innsbruck) ist ein österreichischer Geograph, Hochschullehrer und Professor für Geoinformatik und 3D-Geodatenverarbeitung an der Ruprecht-Karls-Universität Heidelberg. Er ist ein führender Experte und Wegbereiter im Bereich der Erdbeobachtung mit Laserscanning in der Geographie.

## Werdegang
Höfle studierte nach der Matura am Bundesgymnasium Blumenstraße in Bregenz (Vorarlberg) von 1999 bis 2005 Geographie an der Universität Innsbruck und Universität Uppsala in Schweden. Im Anschluss forschte er in Innsbruck am alpS – Zentrum für Naturgefahrenmanagement. 2007 promovierte er mit Auszeichnung im Fach Geographie mit den Schwerpunkten Geoinformatik und Physiogeographie zum Doktor der Naturwissenschaften. Nach seiner Dissertation arbeitete Höfle als PostDoc zunächst am Institut für Photogrammetrie und Fernerkundung der Technischen Universität Wien. Im Jahr 2009 wechselte er an das Institut für Geoinformatik und Fernerkundung der Universität Osnabrück.
Seit 2010 forscht und lehrt Höfle am Geographischen Institut der Ruprecht-Karls-Universität Heidelberg. Von 2011 bis 2017 war er Juniorprofessor (W1) für Geoinformatik und 3D-Geodatenverarbeitung. Seit 2018 ist er Professor (W3) für Geoinformatik und 3D-Geodatenverarbeitung sowie Leiter der Forschungsgruppe 3D Geospatial Data Processing (3DGeo). Darüber hinaus ist er Mitglied des Heidelberg Center for the Environment (HCE), darunter von 2013 bis 2018 als Mitglied des Vorstandes und von 2017 bis 2018 im Direktorium des HCEs, und seit 2017 Mitglied des Interdisziplinären Zentrums für Wissenschaftliches Rechnen (IWR) der Universität Heidelberg. Außerdem hatte Höfle von 2017 bis 2021 das Amt des Studiendekans der Fakultät für Chemie und Geowissenschaften inne und leitete von 2022 bis 2024 das Geographische Institut als Geschäftsführender Direktor.

## Wissenschaftliche Leistungen
Höfle ist Autor oder Co-Autor von mehr als 290 Veröffentlichungen. Darunter sind rund 110 wissenschaftliche Publikationen in internationalen Fachzeitschriften erschienen.
Höfle ist als Gastprofessor und Vortragender an Universitäten insbesondere in der Hochschullehre tätig: Hierzu zählen in den Vereinigten Staaten von Amerika die University of California, Berkeley (2012), in Südamerika die Pontificia Universidad Católica de Chile and die Universidad de Chile (2014), in Asien die National Cheng Kung University Taiwan (2014, 2015, 2017, 2019), in Europa die Universität Wien (2014–2015) sowie die Universität von Santiago de Compostela in Spanien (2018). Des Weiteren ist er aktiv in nationalen und internationalen Fachgesellschaften wie der International Society für Photogrammetry and Remote Sensing (ISPRS), der European Geosciences Union (EGU) oder der Deutschen Gesellschaft für Photogrammetrie, Fernerkundung und Geoinformation (DGPF).

## Forschungsschwerpunkte
Höfles Forschung hat ein besseres Verständnis geographischer Phänomene zum Ziel. In seiner Forschung stehen die hohe räumliche und zeitliche Auflösung von 3D-Geodaten sowie die Analyse in naher Echtzeit im Vordergrund. Seine Forschung findet unter anderem in der Geomorphologie, Glaziologie, Agrarwissenschaft sowie (Geo-)Archäologie Anwendung.
Höfles Forschungsfokus liegt in der Entwicklung innovativer Methoden zur automatisierten Umweltbeobachtung mit 3D-Punktwolken und Maschinellem Lernen. Bereits mit seiner Dissertation, in welcher er ein Informationssystem und eine Korrektur der Intensitätsdaten des Laserscannings für aus Airborne Laserscanning gewonnenen Punktwolken entwickelte, leistete Höfle Pionierarbeit. Hierauf aufbauend entwickelte er weitere innovative Methoden zur Analyse von 3D/4D-Punktwolken, darunter Verfahren zur automatischen und effizienten Verarbeitung großer, durch Laserscanning gewonnener Daten wie auch zur Analyse von räumlichen und zeitlichen Veränderungen der Erdoberfläche, beispielsweise Gletscherveränderungen. Durch die Kombination von permanentem Laserscanning und 3D-Drohnenaufnahmen beobachtet Höfle im Rahmen einer Zeitserie einen Blockgletscher (Äußeres Hochebenkar) im Ötztal, Österreich. Hierbei entwickelt er neue Algorithmen zum besseren Verständnis und Quantifizierung der beobachteten Veränderungen.
Höfle forschte darüber hinaus zu Permafrostböden in der kanadischen Arktis, zur Präzisionslandwirtschaft sowie zur Ermittlung des Solarpotenzials auf Hausdächern oder Lärmschutzwänden. Außerdem gelang es Höfles Forschungsgruppe gemeinsam mit der Abteilung Physiographie der Universität Heidelberg die Veränderung von Sterndünen in Marokko zu erfassen. Mithilfe von hochpräzisen Messungen durch wiederholtes terrestrisches Laserscanning konnte die Oberflächendynamik erstmals dreidimensional dargestellt werden und so die Entwicklung der Dünenform besser nachvollzogen werden.
Neben der Analyse der Datensätze, die mit modernster 3D-Technologie wie Laserscanning oder Photogrammetrie erfasst wurden, beschäftigt sich Höfle auch mit der Laserscanning-Simulation, die insbesondere für das Training Künstlicher Intelligenz rasant an Bedeutung gewinnt. Aus seiner Forschung ist die folgenden wissenschaftliche Open-Source-Software hervorgegangen:
- HELIOS++: Heidelberg LiDAR Operations Simulator zur Simulation von terrestrischem, mobilem und luftgestütztem Laserscanning[29]
- py4dgeo: Änderungsanalyse in multitemporalen 3D-Punktwolken
- pytreedb: Bibliothek für 3D-Punktwolken von Bäumen
- VOSTOK: Toolbox zur Modellierung der Sonneneinstrahlung auf Basis einer 3D-Punktwolke

## Auszeichnungen
- 2010: Hengstberger-Preisträger „Towards Digital Earth – 3D Spatial Data Infrastructures“[30]
- 2019: Best Paper Award (Kumar et al.); Laser Scanning 2019 der ISPRS Geospatial Week[31][32]

## Publikationen (Auswahl)

### Universitätsschriften
- Höfle, B. (2022): Unter Beobachtung – Umweltmodelle in 4D. Ruperto Carola. Vol. 19, pp. 43–49. [doi: https://doi.org/10.17885/heiup.ruca.2022.19.24506]
- Monyer, H. & Höfle, B. (2020): Der Beginn einer großen Ära. Mit- und Gegeneinander: Geist und Software. Ruperto Carola. Vol. 16, pp. 7–15. [doi: https://doi.org/10.17885/heiup.ruca.2020.16.24184]
- Höfle, B. (2012): Nachhaltige Stromerzeugung – Geoinformationen optimieren Solaranlagen. In: Research Magazine Ruperto Carola, Vol. 1/2012, pp. 44–46.

### Fachartikel
- Höfle, B. (2014): Radiometric Correction of Terrestrial LiDAR Point Cloud Data for Individual Maize Plant Detection. IEEE Geoscience and Remote Sensing Letters. Vol. 11 (1), pp. 94–98.
- Höfle, B., Griesbaum, L. & Forbriger, M. (2013): GIS-Based Detection of Gullies in Terrestrial LiDAR Data of the Cerro Llamoca Peatland (Peru). Remote Sensing. Vol. 11 (5), pp. 5851–5870.
- Höfle, B., Hollaus, M. & Hagenauer, J. (2012): Urban vegetation detection using radiometrically calibrated small-footprint full-waveform airborne LiDAR data. ISPRS Journal of Photogrammetry and Remote Sensing. Vol. 67 (0), pp. 134–147.
- Höfle, B. & Rutzinger, M. (2011): Topographic airborne LiDAR in geomorphology: A technological perspective. Zeitschrift für Geomorphologie. Vol. 55 (2), pp. 1–29.
- Höfle, B., Vetter, M., Pfeifer, N., Mandlburger, G. & Stötter, J. (2009): Water surface mapping from airborne laser scanning using signal intensity and elevation data. Earth Surface Processes and Landforms. Vol. 34 (12), pp. 1635–1649. John Wiley & Sons, Ltd.
- Höfle, B. & Pfeifer, N. (2007): Correction of laser scanning intensity data: Data and model-driven approaches. ISPRS Journal of Photogrammetry and Remote Sensing. Vol. 62 (6), pp. 415–433.